# Jamestown (Nova York)
Jamestown és una població dels Estats Units a l'estat de Nova York. Segons el cens del Census 2000 tenia 31.730 habitants.

## Demografia
Segons el cens del 2000, Jamestown tenia 31.730 habitants, 13.558 habitatges, i 7.904 famílies. La densitat de població era de 1.364,3 habitants/km².
Dels 13.558 habitatges en un 29,4% hi vivien nens de menys de 18 anys, en un 39,1% hi vivien parelles casades, en un 14,5% dones solteres, i en un 41,7% no eren unitats familiars. En el 35% dels habitatges hi vivien persones soles el 13,9% de les quals corresponia a persones de 65 anys o més que vivien soles. El nombre mitjà de persones vivint en cada habitatge era de 2,29 i el nombre mitjà de persones que vivien en cada família era de 2,94.
Per edats la població es repartia de la següent manera: un 25,8% tenia menys de 18 anys, un 9,1% entre 18 i 24, un 28,1% entre 25 i 44, un 20,9% de 45 a 60 i un 16% 65 anys o més.
L'edat mediana era de 36 anys. Per cada 100 dones de 18 o més anys hi havia 87,3 homes.
La renda mediana per habitatge era de 25.837 $ i la renda mediana per família de 33.675 $. Els homes tenien una renda mediana de 30.003 $ mentre que les dones 20.039 $. La renda per capita de la població era de 15.316 $. Entorn del 15,8% de les famílies i el 19,5% de la població estaven per davall del llindar de pobresa.

## Poblacions més properes
El següent diagrama mostra les poblacions més properes.